# АКСМ-333
АКСМ-333 — сочленённый трёхосный низкопольный троллейбус производства белорусского Белкоммунмаша, относится к третьему поколению троллейбусов, разработанных заводом.
Первый образец был представлен в 1998 году. Годы выпуска: 1998, с 2002. В 2011 году прошла небольшая модернизация модели: троллейбус получил переработанный салон и признаки, характерные версии АКСМ-321 «Сябар» («Друг») (переднюю часть «Сябра» машины получили ещё в 2009 году).

## Модификации

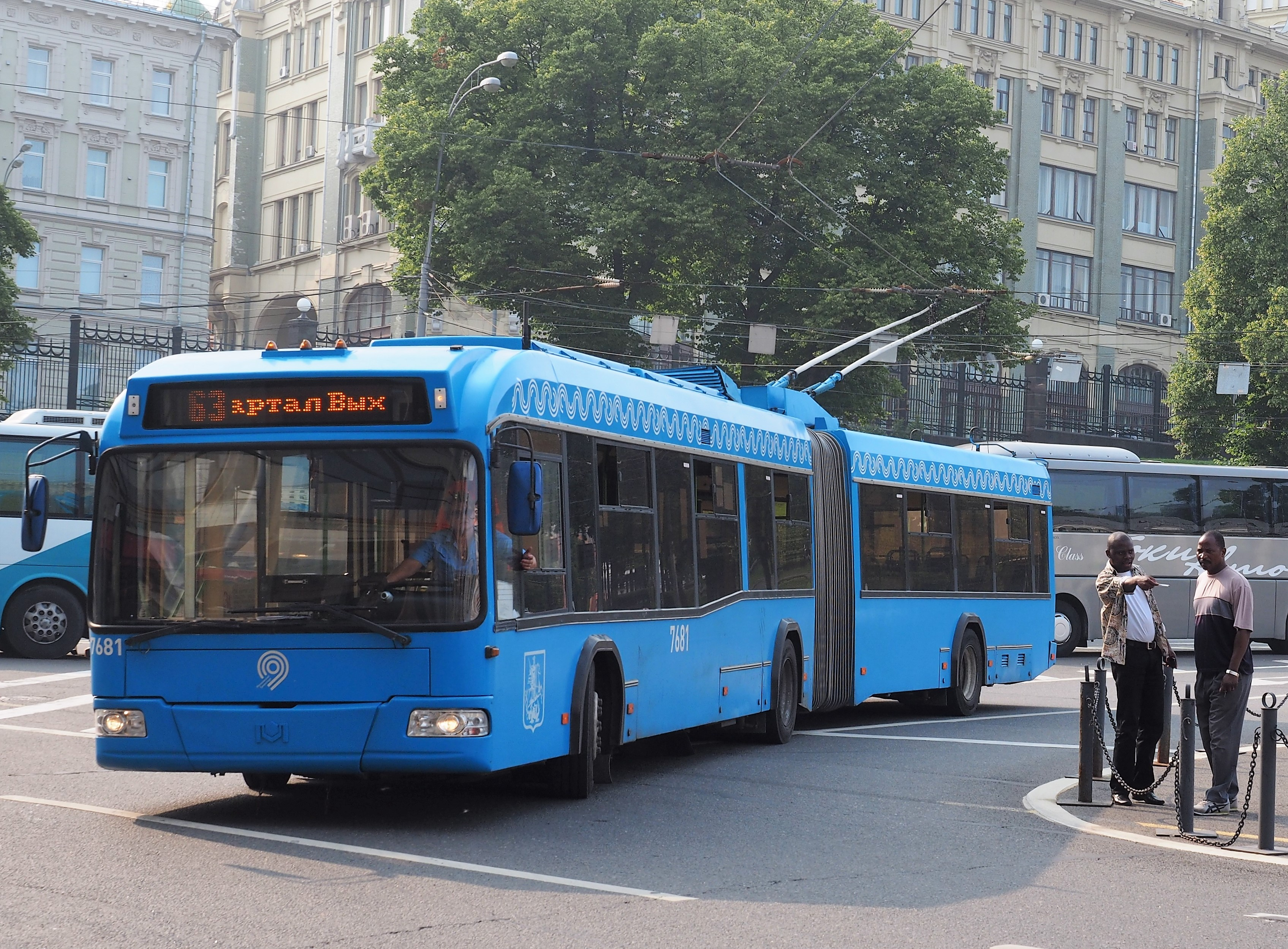
АКСМ-33300 в Москве, маршрут № 63. Фото 2016 года. Данный троллейбус перенумерован в 2018 году, списан в 2022 году

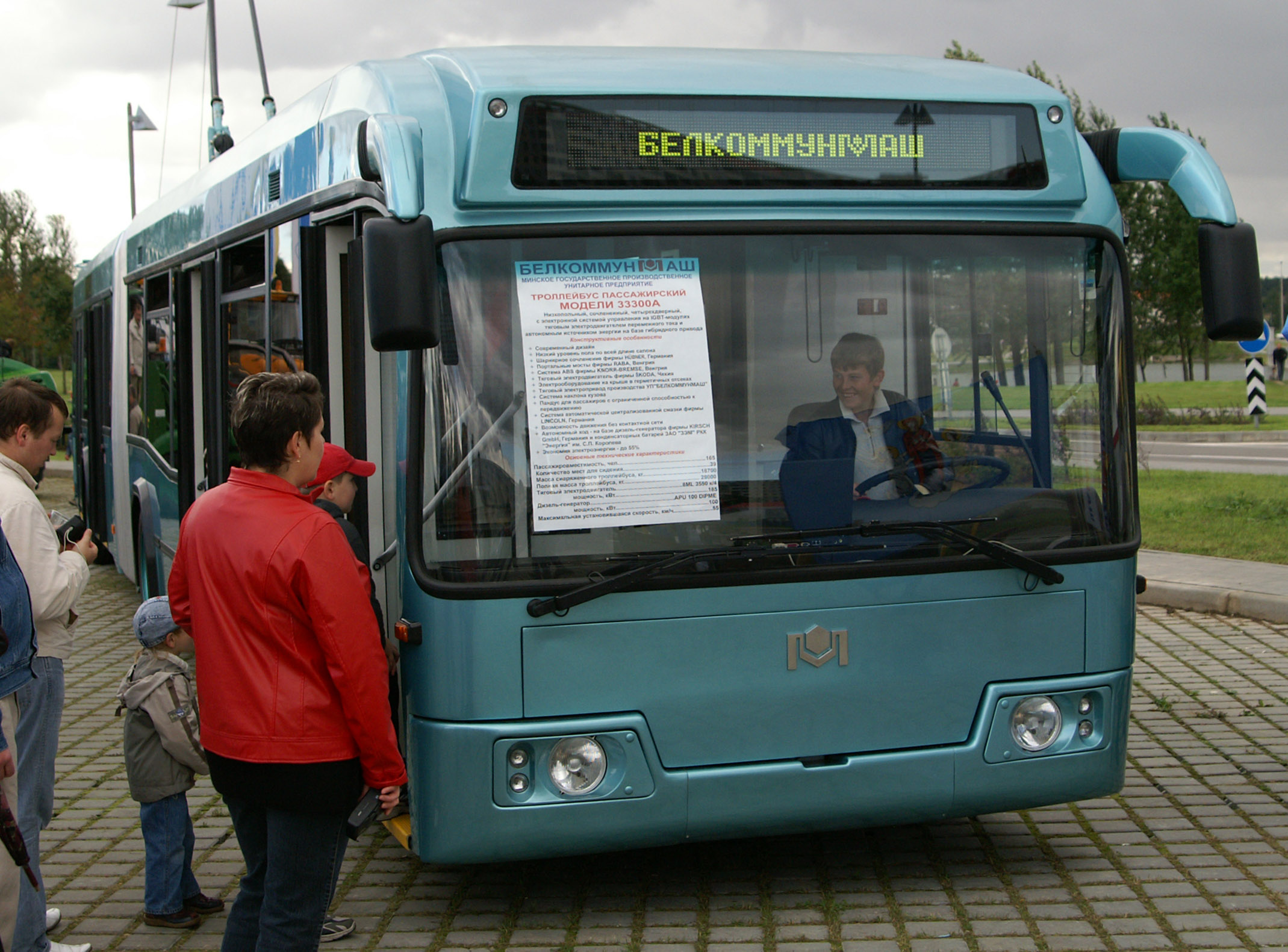
Дуобус АКСМ-33300А

- АКСМ-33300 (базовая модель) — с транзисторной системой управления на IGBT-модулях и двигателем переменного тока.
- АКСМ-33300А — дуобус с транзисторной системой управления на IGBT-модулях и асинхронным двигателем переменного тока, оснащён автономным ходом на базе дизель-генератора Kirsh.
- АКСМ-33300D - с транзисторной системой управления на IGBT-модулях и двигателем переменного тока. Оснащён автономным ходом на базе литий-железо-фосфатных аккумуляторов и запасом хода до 30 км.
- АКСМ-33302 — с тиристорно-импульсной системой управления и двигателем постоянного тока.
- АКСМ-33304 — с транзисторной системой управления на IGBT-модулях и двигателем постоянного тока.
- АКСМ-33305 — с транзисторной системой управления на IGBT-модулях и двумя двигателями постоянного тока.
- СВАРЗ-6237 — с транзисторной системой управления на IGBT-модулях и двигателем переменного тока. Данная модификация собиралась московским заводом СВАРЗ из белорусских машинокомплектов для города Москвы в 2010 году.

## Эксплуатирующие города
| Страна    | Город           | Эксплуатирующая организация                | Модификация | Количество                                                          |
| --------- | --------------- | ------------------------------------------ | ----------- | ------------------------------------------------------------------- |
| Аргентина | Кордова         | TAMSE                                      | АКСМ-33300А | 1                                                                   |
| Беларусь  | Бобруйск        | УКПП «Бобруйское троллейбусное управление» | АКСМ-33300А | 1,списан в июле 2023 года                                           |
| Беларусь  | Могилёв         | МГКУП «Горэлектротранспорт»                | АКСМ-33302  | 1, списан в октябре[значимость факта?] 2019 года[значимость факта?] |
| Беларусь  | Минск           | КУП «Минсктранс»                           | АКСМ-333    | 103, 19 списано                                                     |
| Беларусь  | Минск           | КУП «Минсктранс»                           | АКСМ-33305  | 1                                                                   |
| Латвия    | Рига            | МООО «Rīgas satiksme»                      | АКСМ-333    | 11, списаны                                                         |
| Россия    | Ижевск          | Ижевский троллейбус                        | АКСМ-333    | 1                                                                   |
| Россия    | Миасс           | Миасский троллейбус                        | СВАРЗ-6237  | 1                                                                   |
| Россия    | Москва          | ГУП «Мосгортранс»                          | АКСМ-333    | 2, все троллейбусные гармошки отстранены от эксплуатации            |
| Россия    | Москва          | ГУП «Мосгортранс»                          | СВАРЗ-6237  | 2, все музейные                                                     |
| Россия    | Нижний Новгород | Нижегородский троллейбус                   | СВАРЗ-6237  | 1                                                                   |
| Россия    | Ростов-на-Дону  | Ростовский троллейбус                      | СВАРЗ-6237  | 1                                                                   |
| Сербия    | Белград         | ГСП «Београд»                              | АКСМ-33304  | 12                                                                  |